# Caetano Correia de Sá
Caetano Correia de Sá (20 de dezembro de 1712 - depois de 1765) foi um nobre e militar português, que exerceu o cargo de Governador e capitão general de Moçambique e Rios de Sena, de 1746 a 1750.

## Biografia
Era filho do 3.º Visconde de Asseca, Diogo Correia de Sá e de sua mulher, Inês Isabel Virgínia da Hungria de Lancastre.
Partiu de Portugal para o Estado da Índia, já com o propósito de lá vir a prestar serviço militar, no ano de 1729. 
Em Goa, ocupou os postos de capitão de infantaria e capitão de granadeiros, passando depois a capitão de mar e guerra.
Nessa qualidade, participou nas operações contra os maratas na Província do Norte, integrando armadas enviadas de Goa em 1731 e em 1738. Ficou, contudo, em situação financeira delicada devido à perda de bens e propriedades da sua mulher (que pertencia a uma importante família de Damão), em resultado dessas campanhas militares.
Foi então nomeado pelo vice-rei Marquês de Castelo Novo, por carta patente de 23 de Agosto de 1745, para o cargo de "Governador e capitão general de Moçambique e Rios de Sena", que exerceria entre os anos de 1746 e 1750.
Na Ilha de Moçambique, sede do seu governo, finalizou a construção da casa da Alfândega, que havia sido iniciada pelo seu antecessor. No exercício do cargo, e diferentemente dos seus predecessores, não permitiu a entrada de navios franceses que frequentavam o porto da ilha para traficar escravos, a pretexto de fazerem comércio. A sua atuação no governo de Moçambique caracterizar-se-ia, em geral, pela ausência de grandes conflitos.
De regresso a Goa, prosseguiu a carreira militar, voltando a participar em expedições contra os maratas, agora conduzidas pelo novo vice-rei, o marquês de Távora. 
Nos anos da década de 1760, já no vice-reinado do Conde da Ega, ocupou o cargo de vedor geral da Fazenda da Índia, estando documentado nessa qualidade como participando em cerimónias, juntamente com o vice-rei, nomeadamente em atos envolvendo militares oriundos do reino, como foi o caso em 4 de novembro de 1761, quando foi testemunha do casamento de D. Luís Inácio de Ataíde Azevedo e Brito Malafaia.
Foi depois nomeado comandante de Damão, em 1765, mas não chegou a exercer o cargo, sendo provável que tenha falecido pouco após essa data.

## Casamento
Casou em Goa, com D. Francisca Pereira de Lacerda (filha de António Coelho da Rocha) que - como acima referido - pertencia a uma influente família de lusodescendentes de Damão; sem geração.